# Friedrich Wilhelm von Falkenhausen
Friedrich Wilhelm August Heinrich Eduard Alexander baron von Falkenhausen (né le 24 janvier 1821 à Breslau et mort le 5 juin 1889 dans la même ville) est un lieutenant général prussien.

## Biographie

### Origine
Il est le fils de Friedrich baron von Falkenhausen (1795-1875) et de sa première épouse Auguste Emilie, née von Hedemann (1799-1859), sœur d'August von Hedemann. Son père est un colonel prussien et assistant de longue date du prince Guillaume de Prusse.

### Carrière militaire
Falkenhausen étudie aux maisons des cadets de Potsdam et de Berlin et est ensuite nommé sous-lieutenant le 15 août 1838 dans le 8e régiment d'infanterie du Corps de l'armée prussienne. Il est ensuite successivement transféré aux garnisons de Francfort-sur-l'Oder, Guben et Soldin . En 1848, il vient d'abord à Posen, puis à Rendsbourg. À l'occasion de la mobilisation, Falkenhausen est affecté comme adjudant au commandement général du 5e corps d'armée de mars à fin mai 1850. Il est ensuite nommé adjudant régimentaire et est promu premier lieutenant à ce poste le 22 juin 1852. Avec une promotion simultanée au grade de capitaine, il est transféré le 14 juillet 1856 au 2e régiment de grenadiers en tant qu'adjudant au commandement général du 5e corps d'armée. Deux ans plus tard, il retourne au service des troupes dans ce même régiment et occupe la fonction de chef de la 7e compagnie à Stralsund. Puis, le 5 mars 1863, Falkenhausen rejoint l'état-major du 5e corps d'armée, devient major le 17 mars 1863 et le 29 novembre 1864, il est muté à l'état-major de la 11e division d'infanterie à Breslau.
Avec cette grande unité, Falkenhausen participe à la bataille de Sadowa en 1866 sous les ordres du lieutenant-général Zastrow pendant la guerre contre l'Autriche et reçoit l'Ordre de la Couronne de 3e classe avec épées. Le 16 août 1866, il est nommé commandant de bataillon au 27e régiment d'infanterie et promu lieutenant-colonel le 31 décembre 1866. Il est ensuite nommé chef d'état-major général du 10e corps d'armée le 11 avril 1868 et est promu colonel à ce poste le 18 juin 1869.
Le 12 avril 1870, Falkenhausen reçoit le commandement du 85e régiment d'infanterie (de), qu'il commande lors des batailles de Colombey, Saint-Privat et Noisseville et de l'encerclement de Metz pendant la guerre de 1870/71 contre la France. Pour la bataille du Bois-de-la-Cusse et la bataille de Saint-Privat, il reçoit la croix de fer de 2e classe. Sur la Loire, Falkenhausen dirige la 36e brigade d'infanterie d'octobre à décembre, remplaçant le général de division Below, malade puis décédé. Il combat à la bataille d'Artenay et à la bataille d'Orléans, qui conduit à la chute de la ville. Pour cela, il reçoit la croix de fer de 1re classe le 3 décembre. Pour la bataille du Mans, il reçoit l'Ordre Pour le Mérite.
Pour cause de maladie, Falkenhausen présente sa démission en 1872, mais celle-ci est rejetée le 11 juin 1872. Il bénéficie cependant d'un congé de trois mois. Par ailleurs, Falkenhausen est nommé commandant de Strasbourg à cette date, avec un poste à la suite dans son régiment, et y est promu général de division le 2 septembre 1873. Le 16 octobre 1873, il est nommé commandant de la 57e brigade d'infanterie à Fribourg-en-Brisgau. Le 28 novembre 1879, il est chargé de diriger la 12e division d'infanterie à Neisse et le 11 décembre 1880, Falkenhausen devient commandant de cette division et est promu lieutenant général. À la mi-mai 1881, il obtient un congé de deux mois pour recouvrer la santé. Comme il n'y a pas d'amélioration permanente, Falkenhausen est mis en discussion le 10 novembre 1881 avec une pension et l'attribution de l'Ordre de la Couronne, 1re classe avec épées sur l'anneau. Il se retire à Breslau, où il meurt.

### Famille
Falkenhausen se marie avec Katharina von Rouanet (1825-1907), fille du médecin militaire et propriétaire foncier Karl Ludwig von Rouanet  le 21 septembre 1843 à Guben. Le couple a un fils :
- Ludwig Alexander (1844-1936), colonel général prussien, gouverneur général de Belgique, marié :
  - en 1868 avec Hélène von Waldow und Reitzenstein (de) (1847-1886)
  - en 1902 avec Alice Petzold (1863-1947)